# ことのは出版
ことのは出版株式会社（ことのはしゅっぱん）は、神奈川県横浜市に本社を置く、インターネットでのダウンロード販売専門の出版社。

## 概要
- オーディオブックの企画・制作・販売・販売代理

## 沿革
- 2006年6月7日 - 設立。
- 2008年1月 - 有限会社から株式会社へ組織変更。

## 主な制作作品
- お隣の魔法使い（2006年制作　作：篠崎砂美　朗読：中川玲）
- 神様が用意してくれた場所（2006年制作　作：矢崎存美　朗読：福圓美里）
- 銀河鉄道の夜（2006年制作-アイ文庫との共同制作-　作：宮沢賢治　朗読：渡部龍朗）
- 江戸の怪人たちより「義人傑人自由人」（2006年制作　作：童門冬二　朗読：根本泰彦）
- ものがたり史記（2006年制作　作：陳舜臣　朗読：津々見沙月）
- 問題外科（2006年制作　作：筒井康隆　朗読：窪田涼子）
- 最後の喫煙者（2006年制作　作：筒井康隆　朗読：安原義人）
- 伊豆の踊子（2006年制作　作：川端康成　朗読：榊原忠美）